# Nitració de Menke
La nitració de Menke és la nitració de compostos aromàtics rics en electrons amb nitrat cúpric i anhídrid acètic. La reacció introdueix al nitroderivat predominantment en la posició d'orto al grup d'activació. La reacció porta el nom del químic neerlandès Jean Baptiste Menke (1887-1955).